# Leo Frigell Jansson
Leo Isak Frigell Jansson, född 24 juni 2003, är en svensk fotbollsspelare som spelar (försvarare) för Umeå FC, utlånad från Varbergs BoIS. Han är son till den före detta fotbollsspelaren Ulrik Jansson.

## Karriär
Leo Frigell Jansson började som fyraåring spela i moderklubben Helsingborgs IF. Som 18-åring debuterade Frigell Jansson för A-laget i träningsmatchen mot Hittarps IK den 29 januari 2022. Han fick därefter följa med på försäsongsturnén till Marbella innan han återvände till U19-laget där han bar kaptensbindeln. Vid säsongens slut meddelade Helsingborgs IF att Frigell Jansson inte fick något A-lagskontrakt. Han skrev då istället på ett treårskontrakt med allsvenska Varbergs BoIS.
Den 29 maj 2023 debuterade Leo Frigell Jansson i Allsvenskan när Varbergs BoIS spelade 1-1 mot Degerfors IF. Under debutsäsongen blev det totalt elva allsvenska framträdanden, när Varbergs BoIS slutade sist i tabellen och åkte ur Allsvenskan.
I augusti 2025 lånades Frigell Jansson ut till Superettan-klubben Umeå FC resten av säsongen.

## Statistik
| Klubb              | Säsong             | Liga               | Liga    | Liga | Nationell cup | Nationell cup | Internationell cup | Internationell cup | Övrigt  | Övrigt | Totalt  | Totalt |
| Klubb              | Säsong             | Division           | Matcher | Mål  | Matcher       | Mål           | Matcher            | Mål                | Matcher | Mål    | Matcher | Mål    |
| ------------------ | ------------------ | ------------------ | ------- | ---- | ------------- | ------------- | ------------------ | ------------------ | ------- | ------ | ------- | ------ |
| Varbergs BoIS      | 2023               | Allsvenskan        | 11      | 0    | 3             | 0             | -                  | -                  | -       | -      | 14      | 0      |
| Totalt i karriären | Totalt i karriären | Totalt i karriären | 11      | 0    | 3             | 0             | 0                  | 0                  | 0       | 0      | 14      | 0      |

## Personligt
Leo Frigell Jansson är son till den tidigare fotbollsspelaren Ulrik Jansson, som vann SM-guld med Helsingborgs IF 1999 och var med i VM-truppen 1990. Även hans farbror Jesper Jansson är före detta fotbollsspelare medan hans kusin Kevin Höög Jansson likt Leo gjort karriär som fotbollsspelare. Gemensamt för alla släktingarna är att de representerat Helsingborgs IF.